# Aegophagamyia austeni
Aegophagamyia austeni är en tvåvingeart som beskrevs av H. Oldroyd 1957. Aegophagamyia austeni ingår i släktet Aegophagamyia och familjen bromsar. Inga underarter finns listade i Catalogue of Life.